# Johnny Muller
Johnny Muller (ur. 1 stycznia 1991) – południowoafrykański bokser, były mistrz Republiki Południowej Afryki w roku 2010 i 2013.

## Kariera zawodowa
30 listopada 2010 został mistrzem RPA w kategorii półciężkiej, po zwycięstwie nad Ronniem Lateganem. Tytuł utracił 4 czerwca 2011, przegrywając w drugiej obronie z Tshepangiem Mohale. Walka zakończyła się w trzeciej rundzie, gdy została przerwana po kolejnym liczeniu Mullera przez sędziego. Tytuł odzyskał 31 sierpnia 2013, pokonując Mohale przez techniczny nokaut w jedenastej rundzie.
1 marca 2014 w walce o międzynarodowy srebrny pas WBC doznał porażki z Namibijczykiem Willbeforce Shihepo, z którym przegrał niejednogłośnie na punkty.
6 czerwca 2015 zmierzył się z Polakiem Mateuszem Masternakiem, odnosząc zwycięstwo niejednogłośnie na punkty. Pomimo dwóch liczeń na koncie reprezentanta RPA, odniósł on zwycięstwo, wygrywając przewagą punktową 95:93, 93:95 i 95:93. Wynik spotkał się z dezaprobatą tłumu i pozostawił wiele kontrowersji.
28 sierpnia 2015 przegrał przez techniczny nokaut z Ukraińcem Aleksandrem Usykiem (8-0, 8 KO), pięć sekund przed przerwą trzeciej rundy sędzia zastopował pojedynek o interkontynentalny pas organizacji  WBO.